# جونيلسون كورو ناسيمينتو برفي
جونيلسون كورو ناسيمينتو برفي (بالبرتغالية: Jonílson Clovis Nascimento Breves‏) (مواليد 28 نوفمبر 1978)، هو لاعب كرة قدم كان يلعب كلاعب وسط.

## وصلات خارجية
- جونيلسون كورو ناسيمينتو برفي على موقع رابطة كرة القدم اليابانية للمحترفين (اليابانية)
- جونيلسون كورو ناسيمينتو برفي على موقع قاعدة بيانات كرة القدم.إي يو (الإنجليزية)
- جونيلسون كورو ناسيمينتو برفي على موقع Soccerway.com (الإنجليزية)
- جونيلسون كورو ناسيمينتو برفي على موقع عالم كرة القدم.نت (الإنجليزية)